# Galina Szamraj
Galina Jakowlewna Szamraj, także Rud'ko i Iljina, ros. Галина Яковлевна Шамрай (Рудько, Ильина) (ur. 5 października 1931, zm. 12 lutego 2022) – radziecka gimnastyczka. Dwukrotna medalistka olimpijska z Helsinek.
Igrzyska w 1952 były jej jedyną olimpiadą. Triumfowała w drużynowym wieloboju, była druga w ćwiczeniach, także drużynowych, z przyborem. W 1954, jako pierwsza reprezentantka Związku Radzieckiego, została mistrzynią świata w wieloboju. Na tej samej imprezie zdobyła złoto w drużynowym wieloboju oraz srebrny medal w ćwiczeniach na poręczach. Stawała na podium mistrzostw ZSRR.
Używała również nazwiska Rud'ko. Jej mąż, piłkarz Anatolij Iljin, również był złotym medalistą olimpijskim.
Pochowana na Cmentarzu Chimkińskim w Moskwie w kolumbarium.
Została odznaczona Orderem „Znak Honoru”. Otrzymała tytuł Zasłużonego Mistrza Sportu.